# حمله ۱۴۰۰ میدان هوایی کابل
حمله ۱۴۰۰ میدان هوایی کابل یک بمب‌گذاری انتحاری در میدان هوایی بین‌المللی حامد کرزی در کابل بود، که در ۲۶ اوت ۲۰۲۱ در جریان تخلیه از افغانستان به وقوع پیوست. حداقل ۱۸۲ نفر کشته شدند، از جمله ۱۶۹ غیرنظامی افغان و ۱۳ نفر از اعضای ارتش ایالات متحده، اولین تلفات نظامی آمریکا در افغانستان از فوریه ۲۰۲۰. مسئولیت این حمله را دولت اسلامی عراق و شام – ولایت خراسان بر عهده گرفت.
یک روز بعد در ۲۷ اوت ایالات متحده یک حملهٔ هوایی را برای هدف قرار دادن یک عضو از دولت اسلامی عراق و شام - ولایت خراسان در ولایت ننگرهار برنامه‌ریزی کرد. مظنون در یک وسیله نقلیه سوار شده بود. او در کنار یکی دیگر از اعضای برجسته داعش-خراسان کشته شد، و یک ستیزه‌جوی سوم مجروح شد. دو فرد کشته‌شده به عنوان برنامه‌ریز و تسهیل کنندهٔ حملهٔ ۱۴۰۰ میدان هوایی کابل تشریح شدند. حمله هوایی یک روز پس از حمله انتحاری در فرودگاه کابل انجام شد، که منجر به مرگ بیش از ۱۸۰ نفر شد.
در ۲۹ اوت، در جریان یک حملهٔ هواپیمای بدون سرنشین ایالات متحده علیه یک فرد مشکوک بمب‌گذار انتحاری داعش–خراسان در کابل، یک خانواده ده نفره، از جمله هفت کودک، در حالی که نزدیک به وسیله نقلیه فرد مظنون بودند، کشته شدند. این حملهٔ هوایی در ۲۷ اوت توسط ایالات متحده بر اساس گفتهٔ فرماندهی مرکزی ایالات متحده، در برابر سه مظنون اعضای داعش–خراسان در استان ننگرهار، برنامه‌ریزی شده بود.

## پیش‌زمینه
پس از آنکه افغانستان سقوط کرد و طالبان در در ۱۵ اوت ۲۰۲۱ کنترل افغانستان را در دست گرفتند، میدان هوایی کابل تنها راه امن برای خروج از افغانستان در نظر گرفته شد. پس از فرار صدها نفر از اعضای داعش–خراسان از زندان‌های بگرام و پلچرخی، نگرانی‌های امنیتی افزایش یافت. یک روز پس از سقوط کابل در ۱۶ اوت، پنتاگون به کنگره ایالات متحده در مورد افزایش تهدید یک حمله تروریستی توسط داعش هشدار داد.
یک هفته قبل از حمله رئیس‌جمهور جو بایدن گزارش‌هایی متعدد از وقوع یک حملهٔ احتمالی را دریافت کرد و در ۲۲ اوت در اظهاراتش از کاخ سفید هشدار داد که هر چه بیشتر نیروهای آمریکایی در این کشور باقی بمانند، تهدید داعش به پرسنل آمریکایی و غیر نظامیان در نزدیکی میدان هوایی بیشتر خواهد شد.
ساعتی قبل از حمله، دیپلمات‌های ایالات متحده در کابل به شهروندان آمریکایی هشدار دادند تا میدان هوایی را به دلیل تهدیدات امنیتی ترک کنند. وزیر نیروهای مسلح بریتانیا جیمز هیپی همچنین از یک تهدید بسیار معتبر از حمله در میدان هوایی توسط شبه نظامیان داعش هشدار داده بود. سفارت‌های ایالات‌متحده، بریتانیا و استرالیا نیز در مورد تهدیدات امنیتی جدی مربوط به میدان هوایی هشدار دادند.

## حمله

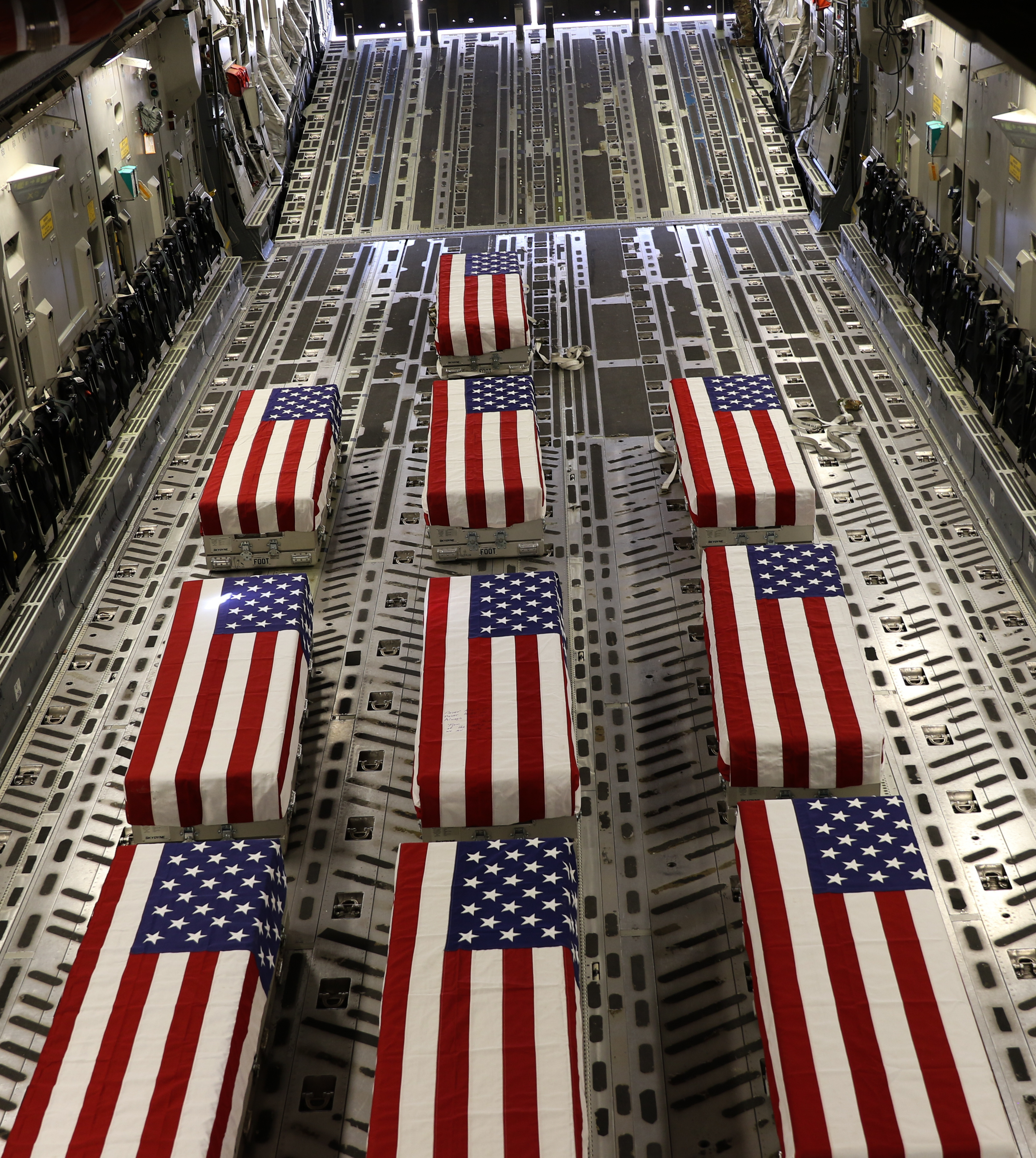
طاووت 13 نظامی کشته شده آمریکایی از پس حمله ۱۴۰۰ میدان هوایی کابل

در حین تخلیهٔ ۲۰۲۱ از افغانستان، جمعیتی از غیرنظامیان محلی و خارجی برای تخلیه به میدان هوایی فرار کرده بودند. یک بمب‌گذار انتحاری مواد منفجرهٔ خود را در «اَبی گیت»، یکی از دروازه‌های منتهی به میدان هوایی، انفجار داد. پس از انفجار، تیراندازی آغاز شد و تمام دروازه‌های میدان هوایی بسته شدند. مقامات ایالات متحده گفتند که مردان مسلح داعش–خراسان پس از انفجار بمب، شروع به تیراندازی به سوی جمعیت غیرنظامیان کردند و نیروهای آمریکایی پاسخ دادند. به گفتهٔ چندین خبرنگار و شاهدان عینی، حداقل برخی از تیراندازی به جمعیت و مرگ و میر پس از انفجار توسط سربازان آمریکایی به دلیل ترس و وحشت انجام شد. پنتاگون در یک کنفرانس خبری در ۲۸ اوت اعلام کرد که ایالات متحده مسئول برخی از مرگ و میرهای غیرنظامیان در جریان تیراندازی پس از انفجار بوده‌است.
انفجار در یک کانال رخ داد که در آن نیروهای آمریکایی گذرنامه، ویزا، اسناد و مدارک دیگر افرادی را که باید تخلیه می‌شدند را، پیش از اجازه دادن به آن‌ها برای ورود به میدان هوایی، بررسی می‌کردند. یک شاهد عینی اظهار داشت که او انفجار را این‌طور احساس کرد که مثل آن است کسی زمین را از زیر پایش کشید، و پس از آن مشاهده کرد که مردم توسط نیروی انفجار به هوا پرتاب شدند. گزارش‌های اولیه به اشتباه اظهار داشت که یک انفجار دوم در در نزدیکی هتل بارون نیز اتفاق افتاده‌است. روز بعد تأیید شد که چنین انفجاری دوم وجود ندارد.
این حمله توسط داعش–خراسان انجام شد که ادعای مسئولیت را منتشر کرد و عامل آن را به عنوان عبدالرحمان ال‌لوگری نامید. طالبان پیش‌تر در برابر داعش مبارزه کرده بودند. وقتی پرسیده شد که چگونه تروریست‌ها قادر به عبور از ایست‌های بازرسی طالبان بودند، ژنرال کنت مکنزی از فرماندهی مرکزی ایالات متحده گفت: «اینکه آیا آن‌ها [طالبان] اجازه دادند این حادثه به وقوع بپیوندد، من نمی‌دانم … فکر نمی‌کنم که هیچ‌چیزی باشد که مرا متقاعد سازد که آن‌ها اجازه داده باشند که این امر اتفاق بیفتد.»

## حملهٔ هواپیماهای بدون سرنشین توسط آمریکا
در ۲۹ اوت ۲۰۲۱ یک حمله هوایی ایالات متحده وسیله نقلیه‌ای را هدف قرار داد که ظاهرا یک بمب‌گذار انتحاری مشکوک به داعش را حمل می‌کرد. حداقل ۱۰ غیرنظامی در طول این حمله کشته شدند، از جمله هفت کودک. برخی از کشته‌شده‌گان قبلاً برای سازمان‌های غیردولتی بین‌المللی کار می‌کردند و ویزایی داشتند که به آنها اجازهٔ ورود به ایالات متحده را می‌داد. گزارش‌های دیگری نیز وجود دارد که غیرنظامیان دیگری نیز در این حمله کشته‌شده‌اند. اکثر تلفات ساکنان آن منطقه بودند.